# Daniel Mannix

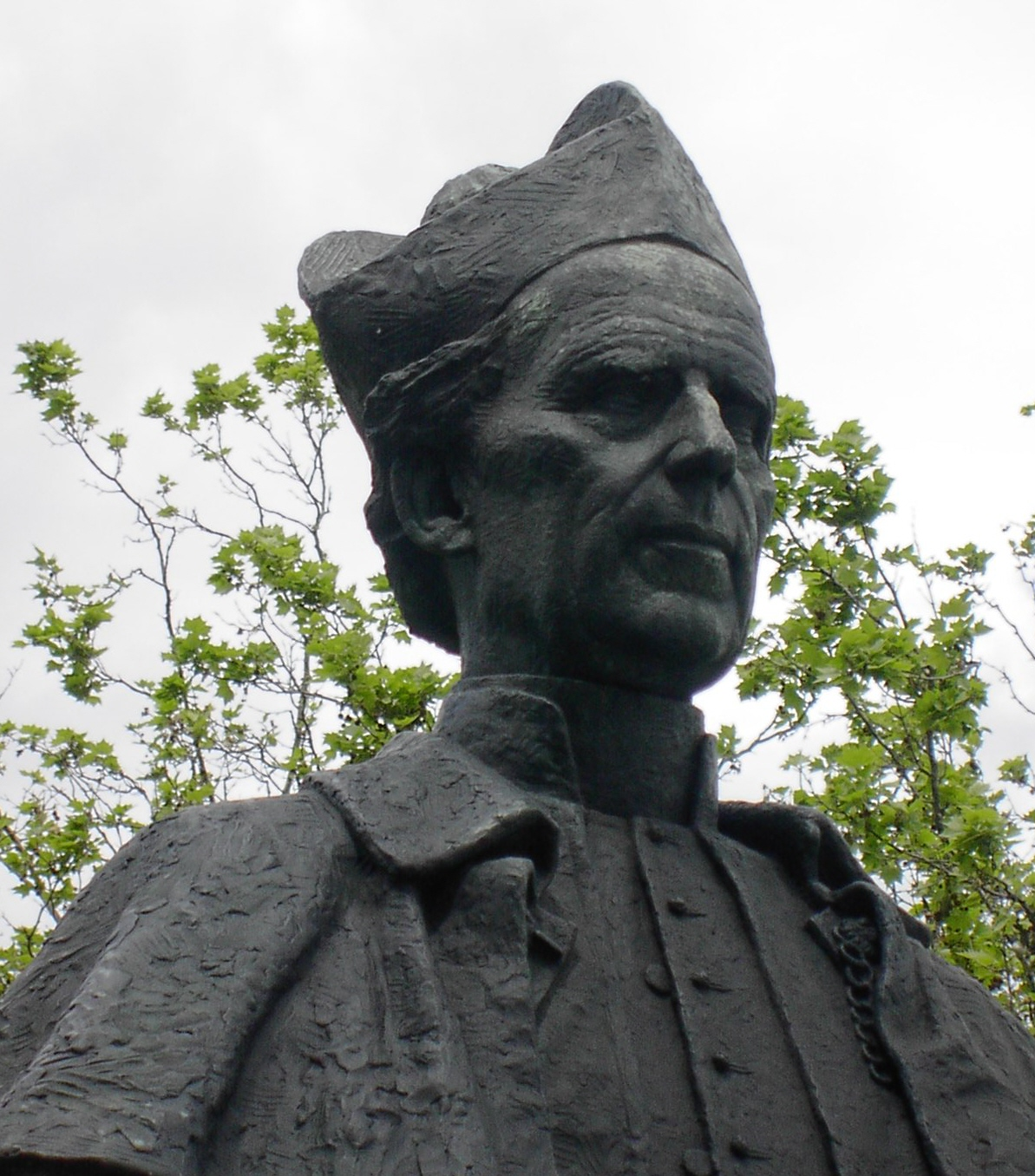
Statue von Erzbischof Daniel Mannix vor der St. Patrick’s Cathedral von Melbourne

Daniel Patrick Mannix (* 4. März 1864 in Deerpark, Rathluirc, County Cork, Irland; † 2. November 1963 in Melbourne) war ein australischer katholischer Geistlicher irischer Abstammung und Erzbischof von Melbourne.

## Biografie
Nach dem Besuch eines Priesterseminars empfing er am 9. Juni 1890 die Priesterweihe für das Bistum Cloyne.
Papst Pius X. ernannte ihn am 1. Juli 1912 zum Koadjutor des Erzbistums Melbourne sowie zum Titularerzbischof pro hac vice von Pharsalus. Die Bischofsweihe spendete ihm der Erzbischof von Armagh, Michael Kardinal Logue, am 6. Oktober desselben Jahres; Mitkonsekratoren waren der Bischof von Cloyne, Robert Browne, und der Bischof von Killaloe, Michael Fogarty.
Mit dem Tod Thomas Joseph Carrs am 6. Mai 1917 folgte er diesem als Erzbischof von Melbourne nach. Dieses Amt bekleidete er fast fünfzig Jahre lang bis zu seinem Tod. Zugleich war er Militärbischof von Australien.
In diesen Funktionen trat er energisch für die Rechte der Katholiken in der australischen Gesellschaft ein, besonders für die staatliche Unterstützung konfessioneller Schulen. Nach dem Osteraufstand in Irland 1916 wurde er zu einem ausgesprochenen Unterstützer der Irish Home Rule, der autonomen Selbstverwaltung Irlands.
Er war außerdem 1916/17 Gegner der Forderung von Premierminister Billy Hughes nach Einführung einer allgemeinen Wehrpflicht auf dem Höhepunkt des Ersten Weltkrieges. Seine Position deckte sich mit einer emotionalen Identifikation mit der Arbeiterklasse, bei der er großes Ansehen genoss. Die oberen Gesellschaftsschichten forderten in diesem Zeitraum seine Abschiebung.
Nachdem er 1920 in den Vereinigten Staaten gefeiert wurde, kehrte er nach Europa zurück, wo ihm jedoch von der britischen Regierung die Einreise nach Irland verweigert wurde. Während seiner Ortsabwesenheit wurde er dabei von den Kanzlern des Erzbistums, John Barry, der auch Administrator der St. Patrick’s Cathedral von Melbourne war, sowie später von seinem früheren Privatsekretär John Joseph Lonergan vertreten.
Seine sozialen Ansichten, die eine Abneigung gegenüber dem Kapitalismus beinhalteten, brachten ihn für einige Jahre in die Nähe der Ideen der Australian Labor Party (ALP). Allerdings betrachtete er zunehmend den Kommunismus als eine größere Gefahr, so dass er nach der Spaltung der ALP Mitte der 1950er Jahre die Democratic Labor Party (DLP) unterstützte.
Seine Einbindung der Laien und seine streitlustige Natur machten ihn für ein halbes Jahrhundert zu einer einflussreichen Kraft in der australischen Gesellschaft und Politik.